# Heinkel He 219
El Heinkel He 219 Uhu (‘búho’ en alemán) era un caza nocturno alemán de la Luftwaffe en las fases finales de la Segunda Guerra Mundial. Las especificaciones para un caza nocturno avanzado se publicaron por el RLM en 1942 y el He 219 fue producto de ese programa: un avión relativamente sofisticado. Se especula que de haber dispuesto de él en grandes cantidades, el Uhu podría haber tenido un efecto significativo sobre la ofensiva estratégica de bombardero de la RAF. Aunque unos centenares de aviones entraron en servicio y golpearon con dureza a la RAF, el impacto inicial del He 219 no tuvo transcendencia sobre el curso de la guerra. 

## Desarrollo
Debido a las rivalidades políticas entre el  Generalmajor  Josef Kammhuber, comandante de la Fuerza de Cazas Nocturnos de la Luftwaffe, Ernst Heinkel, el constructor del avión, y Erhard Milch, responsable del desarrollo y producción de aeronaves en el Reichsluftfahrtministerium (RLM, el Ministerio Alemán de la Aviación), la construcción, el desarrollo y la producción del avión se convirtieron en una tortura. A ello se sumaba su complejidad tecnológica (radar, sistemas de navegación nocturna, asientos eyectables y armamento con mando a distancia entre otros), más un elevado costo de producción. Tales circunstancias, sumadas a factores burocráticos, limitaron el número de unidades producidas.

## Diseño
Cuando Robert Lusser volvió a trabajar con Ernst Heinkel, en su empresa Heinkel, procedente de Messerschmitt AG, se implicó en el desarrollo de un nuevo proyecto de bombardero de alta velocidad al que se designó como P.1055. Este era un diseño avanzado con una carlinga presurizada, asientos eyectables gemelos (el primer avión de combate que iba a utilizarlos), tren de aterrizaje tipo triciclo (también fue el primer avión operacional de la Luftwaffe en usarlo) y armamento defensivo con mando a distancia similar a los usados por Messerschmitt Me 210. La energía era proporcionada por dos motores  Daimler-Benz DB 610 acoplados produciendo 2950 HP cada uno, entregando un excelente funcionamiento con una velocidad superior de aproximadamente 750 kilómetros por hora (465 mph) y una alcance de 4000 kilómetros con 2000 kilogramos de carga de bombas.  
El RLM rechazó el diseño en agosto de 1940 con el argumento de ser demasiado complejo y aventurado. Lusser ofreció rápidamente cuatro versiones del avión con varios alerones y motores para equilibrar el funcionamiento y minimizar el riesgo. Al mismo tiempo, ofreció el caza nocturno denominado P.1056 con cuatro cañones de 20 milímetros en las alas y el fuselaje. El RLM rechazó todos las propuestas con los mismos argumentos en 1941. Ernst Heinkel estaba furioso y despidió a Lusser de inmediato.
Al mismo tiempo que Lusser diseñaba el P.1055, Kammhuber había comenzado a buscar rápidamente un avión específico para su cada vez mayor Fuerza de Cazas Nocturnos (Nachtjagd). Heinkel reajustó rápidamente el P.1055 para este papel como el P.1060. Este diseño era similar en la disposición pero algo más pequeño y accionado por el motor Daimler-Benz DB 603, más pequeño y más simple. Este motor no era conocido por su desempeño a gran altura, que era un problema para este diseño con alas cortas, pero Daimler ofreció una nueva versión G adaptable al prototipo. Heinkel estaba seguro de que tenía un ganador y envió el diseño al RLM en enero de 1942 mientras financiaba el primer prototipo por su cuenta. Sin embargo el RLM rechazó otra vez el avión en favor de los nuevos diseños basados en el Junkers Ju 88 y el Messerschmitt Me 210.

## Producción
La construcción del prototipo comenzó en febrero de 1942, pero sufrió un serio revés en el proceso cuando la firma Daimler comunicó que el motor DB 603G no estaría listo a tiempo. En su lugar entregarían un motor DB 603A con una nueva relación de engranaje a las hélices con la nueva designación DB 603C. Incluso se tomaron hasta agosto para la entrega, por lo que el prototipo no voló hasta el 15 de noviembre de 1942. Cuando Kammhuber vio que era el prototipo número diecinueve, decidió inmediatamente empezar la producción, pasando por encima de las objeciones de Milch, que había rechazado el proyecto del avión en enero.
Se descubrieron problemas de estabilidad en el prototipo, pero Heinkel superó el problema ofreciendo un premio en efectivo a los ingenieros que arreglaran el problema. En el armamento se realizaron otros cambios: los cañones defensivos posteriores, que probaron ser ineficaces, se eliminaron; el armamento delantero fue aumentado a dos cañones de 20 mm en las raíces alares y cuatro cañones más montados en la bandeja ventral. Los prototipos de preproducción pasaron a ser denominados He 219 A-0 (aviones de las serie V) y desarrollados tan rápidamente que las versiones V7, V8 y V9 fueron entregadas a las unidades operativas en junio de 1943 para su evaluación.

## Bautismo de fuego
Cabe destacar que este avión inició su carrera operativa en la Luftwaffe con cinco prototipos que formaban una unidad de pruebas especial. Las entregas iniciales del caza, que contaban con el radar FuG 202 con dipolos sintonizados a una frecuencia de 490 MHz, fueron asignados al I.NJG 1 de Venlo, (Países Bajos). El He 219 encontró el éxito temprano como caza nocturno: en la noche del 11 al 12 de junio de 1943 en su bautizo de fuego, el piloto Werner Streib voló el V-9 (He 219 A-0 identificado G9+FB) y derribó cinco bombarderos Avro 683 Lancaster en treinta minutos. Pero este éxito inicial tuvo su cuota de sacrificio, puesto que el piloto, al regresar a su base se estrelló. Aun así el piloto y navegante del caza salieron ilesos del accidente. En los siguientes diez días los tres aviones derribarían un total de veinte aviones de la Royal Air Force, incluyendo seis De Havilland DH.98 Mosquito, considerados previamente invulnerables. Ganándose el apodo de mosquito-hunter o moskito-jäger en el mando alemán

## Problemas del programa
Animado en gran manera, Kammhuber continuó presionando para iniciar la producción inmediata. Finalmente lo consiguió durante el montaje del modelo He 219 A-2, que incluyó una barquilla para el motor más larga, conteniendo un depósito de gasolina adicional e incluyó el kit R1 con dos cañones MK 108 de 30 milímetros instalados como Schräge Musik. Los problemas de producción debido al bombardeo aliado, significaron que el A-2/R1 no alcanzó las unidades requeridas por la Luftwaffe hasta octubre de 1943. Los primeros 10 a 15 aviones fueron entregados con el radar FuG 212 (Lichtenstein C-1). 
Milch había intentado en varias ocasiones eliminar el programa y en el proceso Kammhuber fue separado de su oficina. La producción se detuvo por un tiempo pero se reanudó de nuevo debido a que el nuevo Junkers Ju 388 tardaba demasiado tiempo en entrar en servicio. Solamente 206 unidades del He-219 habían sido producidas en los 15 meses anteriores. Pronto el He 219 A-5 comenzó la producción y era la primera variante principal para incorporar en la producción. El A-5 ofreció un sistema actualizado, radar de longitud de onda más larga, el Telefunken FuG-229 SN-2 con un alcance inferior al del SN-1 pero menos vulnerable a la interferencia con tiras de aluminio, mejorando su exactitud y resolución. 
Este avión caza era idóneo, dando a los pilotos un alto grado de autonomía. El control de tierra los guiaba hasta sus blancos y después los pilotos asumían el control y derribaban los bombarderos con su propio equipo guía (el radar SN-2 tenía un alcance de 4 kilómetros para cubrir la distancia entre él y los bombarderos. Las prestaciones del A-5 no eran significativas (cerca de 580 km/h o 360 mph) pero eran suficientes para sobrepasar en prestaciones a los aviones Messerschmitt Bf 110  y Junkers Ju 88 G que podían perseguir varios bombarderos por salida. Para combatir al Mosquito, se utilizaba una versión aligerada con algunos sistemas de armamento y comunicaciones suprimidos. Entonces, el avión podía lograr una velocidad de 650 km/h (404 mph). Esta versión fue designada como A-6. 
La versión principal de la siguiente producción era el He 219 A-7. Este fue equipado con dos cañones Rheinmetall MK 108 de 30 milímetros en las raíces del ala, dos cañones Rheinmetall MK 108 de 30 milímetros y dos Mauser MK 151/20 de 20 milímetros en una bandeja ventral y dos MK 108 en una instalación de "Schrage Musik". El factor más significativo en el A7/R1 se presentó en la adopción de los nuevos y mejorados motores sobrealimentados a más presión, utilizando el aditivo anti-detonante MW-50 (agua-metanol)  Daimler-Benz DB 603 G de 12 cilindros en V invertida refrigerados por agua de 1900 HP que permitieron que el He 219 alcanzara 670 km/h (416 mph). Las últimas revisiones del A7 (el A7/R6) fueron equipadas con motores Junkers Jumo 222A/b de 2500 HP que permitieron que el He 219 alcanzara 700 km/h (435 mph).

## Epílogo
El He 219 ganó una reputación casi mítica. Sin embargo, el avión estaba dotado al principio de motores inadecuados para su tamaño, lo cual no fue impedimento para convertirse en la máquina idónea para dar caza al primer avión furtivo construido en madera, el Mosquito británico, ganándose la reputación de Matador de mosquitos. Algunas versiones de este caza estaban dotadas de tres asientos, alas con envergadura alargada y motores DB 603L con turbocompresor.
Debido a la indolencia política, la miopía técnica del RLM (a pesar de la insistencia de los oficiales de la Luftwaffe para continuar y aumentar su producción) y las tensas relaciones, originadas en parte por problemas con algunos proyectos aeronáuticos como el ocurrido con el bombardero Heinkel He 177 Greiff, entre Heinkel y el mariscal del Reich Milch, su producción se detendría en 268 ejemplares y correspondería únicamente a la variante A. Versiones posteriores de la serie B y C contarían con motores Junkers Jumo 213 o inclusive Jumo 222 con 2500 HP.
De otro lado, su formidable armamento, maniobrabilidad y equipo de caza nocturno hacían de este avión un duro contendiente para bombarderos y escoltas aliados y mostraban con claridad lo que el RLM no veía, que el avión debía continuar su producción. Un Ala de Caza Nocturna armada con este avión, en lugar de la terca utilización de un caza pesado anticuado (Messerschmitt Bf 110) y bombardero mediano adaptado (Junkers Ju 88), habría ejercido una oposición más consistente en contra de la RAF.

## Supervivientes

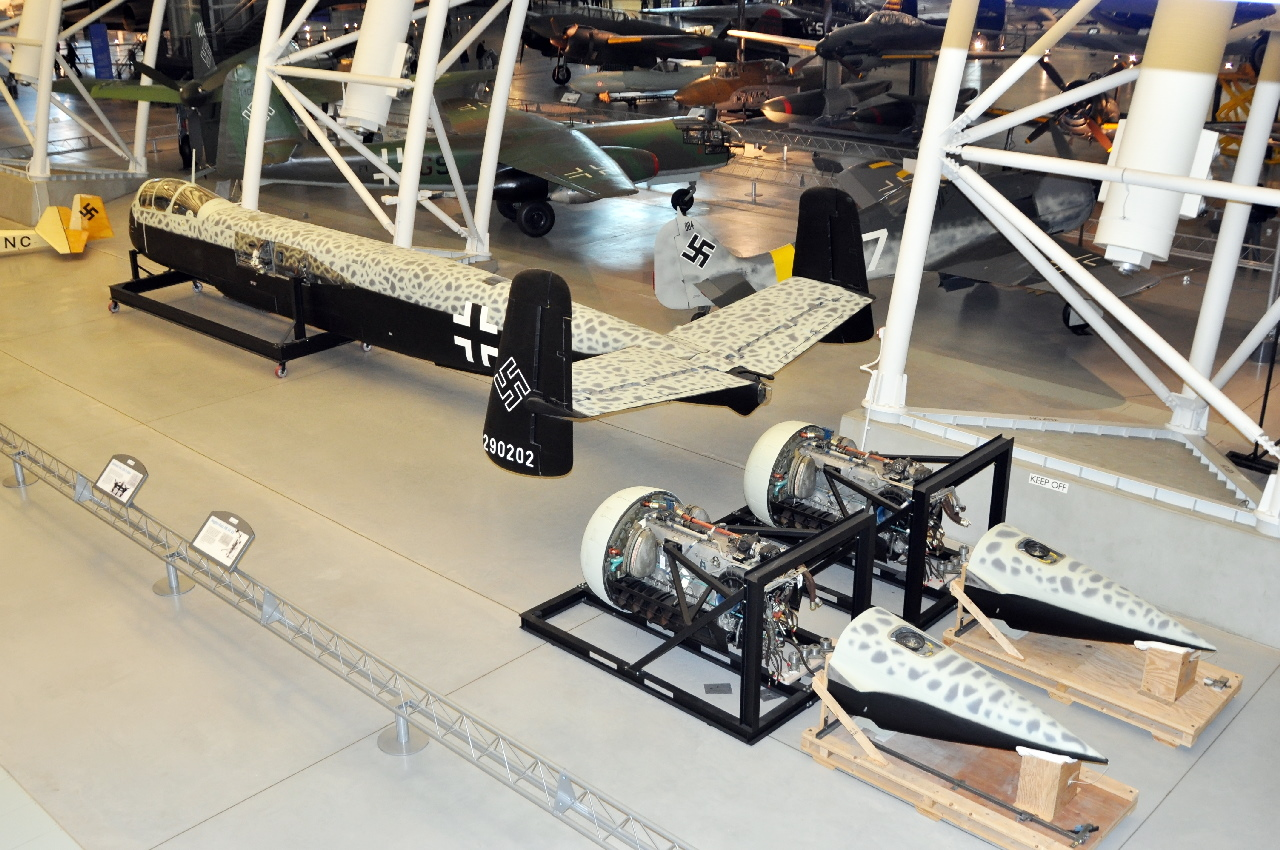
Fuselaje de un Heinkel He 219 exhibido en el Centro Steven F. Udvar-Hazy (una extensión del NASM ubicada en Dulles, Virginia).

Con un número muy reducido de aviones en producción, es sorprendente que algunos sobreviviesen a la guerra. El 16 de junio de 1945, el servicio de inteligencia de la Fuerza Aérea de los Estados Unidos inició la Operación LUSTY (tecnología secreta de la Luftwaffe) y como parte de ésta tomó el control de tres He 219 en la localidad de Grove al sur de Jutlandia en Dinamarca, base del 1.ª Ala de Caza Nocturna (Nachtjagdgeschwader 1) cuando la guerra terminó. Estos aviones fueron pilotados por los “Watson's Wizzers” con destino a Cherburgo, Francia, y posteriormente enviados para su evaluación a los Estados Unidos con otros aviones alemanes capturados a bordo del portaaviones británico HMS Reaper. Al aparato con número de serie 290060 del tipo He 219 A-5 le fue asignado el número FE-612 y su paradero es desconocido. No se tienen datos del destino del segundo avión. 
El tercer ejemplar, identificado con número de serie 290202 del tipo He 219A-2 fue reensamblado en el campo Ford, ubicado en Newark (Nueva Jersey) y le fue asignado el número FE-614 (posteriormente se le asignó el número T2-614). Fue probado en el campo Freeman, Indiana para la evaluación de vuelo junto con el segundo de los tres He 219. El A-2 fue trasladado en 1946 al aeropuerto Orchard Place en Park Ridge, Illinois, almacenado en las bodegas de una fábrica de aviones y luego transferido el 3 de enero de 1949 al NASM (Museo Nacional de Aeronáutica y el Espacio del Instituto Smithsoniano). Desmantelado para su almacenaje desde 1955, está siendo restaurado en la colección del NASM ubicada en Washington D. C., Estados Unidos; no obstante las alas del ejemplar están siendo reparadas en el Edificio 7 de las instalaciones Paul Garber del NASM en Suitland, Maryland. El fuselaje ha sido expuesto recientemente en la exhibición en el centro Udvar-Hazy del aeropuerto de Dulles, cerca de un avión Dornier Do 335 y un Arado Ar 234, aparatos que le acompañaron en la travesía del Atlántico hace 60 años.

## Especificaciones

### Características generales
- Tripulación: 2
- Longitud: 15,54 m (con antenas)
- Envergadura: 18,50 m (Serie A)
- Altura: 4,40 m
- Superficie alar: 44,5 m²
- Peso vacío: 9857 kg
- Peso útil: 2690 kg
- Peso máximo al despegue: 12 547 kg
- Planta motriz: 2× Daimler-Benz DB 603G de 12 cilindros en V invertida refrigerados por líquido (Versión A7/R1) .
  - Potencia: 1750 CV cada uno.

### Rendimiento
- Velocidad nunca excedida (Vne): 750 km/h (A nivel del mar)
- Velocidad máxima operativa (Vno): 616 km/h
- Techo de vuelo: 12 200 m
- Régimen de ascenso: 550 m/min
- Carga alar: 281 kg/cm²

### Armamento
- Cañones:  6

  - 2 cañones MK 108 de 30 mm con ángulo de elevación de 65° en disposición Schräge Musik
  - 2 cañones MG 151 de 20 mm en las raíces alares
  - 2 cañones MK 108 de 30 mm en la bandeja ventral

### Artículos similares
- de Havilland Mosquito NF
- Focke-Wulf Ta 154
- Messerschmitt Bf 110
- Nakajima J1N Gekko
- P-61 Black Widow

### Secuencias de designación
- Sistema de designación aeronaves del RLM: ← Do 216 · Do 217 · Hs 217 ·· He 219 · He 220 ·· BV 222 · Fa 223 →

### Listas relacionadas
- Anexo:Cazas de la Segunda Guerra Mundial
- Anexo:Aeronaves militares de Alemania en la Segunda Guerra Mundial
- Anexo:Aeronaves militares utilizadas en la Segunda Guerra Mundial